# Адміністративний устрій Старобільського району
Адміністративний устрій Старобільського району — адміністративно-територіальний устрій Старобільського району Луганської області на 1 міську раду та 21 сільських рад, які об'єднують 59 населених пунктів і підпорядковані Старобільській районній раді. Адміністративний центр — місто Старобільськ.

## Список радСтаробільського району
| №  | Назва                           | Центр              | Населені пункти                                                                | Площа км² | Місце за площею | Населення (2001), осіб. | Місце за населенням |
| -- | ------------------------------- | ------------------ | ------------------------------------------------------------------------------ | --------- | --------------- | ----------------------- | ------------------- |
| 1  | Старобільська міська рада       | м. Старобільськ    | м. Старобільськ                                                                |           |                 |                         |                     |
| 2  | Байдівська сільська рада        | с. Байдівка        | с. Байдівка                                                                    |           |                 |                         |                     |
| 3  | Бутівська сільська рада         | с. Бутове          | с. Бутове с. Піщане                                                            |           |                 |                         |                     |
| 4  | Верхньопокровська сільська рада | с. Верхня Покровка | с. Верхня Покровка                                                             |           |                 |                         |                     |
| 5  | Веселівська сільська рада       | с. Веселе          | с. Веселе с. Петрівське с. Роздольне с. Тарабани                               |           |                 |                         |                     |
| 6  | Вишнева сільська рада           | с. Вишневе         | с. Вишневе с. Новоомелькове с. Оріхове                                         |           |                 |                         |                     |
| 7  | Калмиківська сільська рада      | с. Калмиківка      | с. Калмиківка с. Кринички с. Левадне с. Новодонбаське                          |           |                 |                         |                     |
| 8  | Караяшницька сільська рада      | с. Караяшник       | с. Караяшник с. Березове с. Бондареве                                          |           |                 |                         |                     |
| 9  | Курячівська сільська рада       | с. Курячівка       | с. Курячівка с. Ганнівка с. Дубовівка                                          |           |                 |                         |                     |
| 10 | Лиманська сільська рада         | с. Лиман           | с. Лиман с. Балакирівка с. Бутківка с. Проїждже с. Проказине                   |           |                 |                         |                     |
| 11 | Малохатська сільська рада       | с. Малохатка       | с. Малохатка с. Валуйки с. Лозуватка с. Новоастраханське с. Орлівка с. Федчине |           |                 |                         |                     |
| 12 | Нижньопокровська сільська рада  | с. Нижньопокровка  | с. Нижньопокровка с. Маринівка с. Суханівка                                    |           |                 |                         |                     |
| 13 | Новоборівська сільська рада     | с. Новоборове      | с. Новоборове                                                                  |           |                 |                         |                     |
| 14 | Підгорівська сільська рада      | с. Підгорівка      | с. Підгорівка                                                                  |           |                 |                         |                     |
| 15 | Половинкинська сільська рада    | с. Половинкине     | с. Половинкине                                                                 |           |                 |                         |                     |
| 16 | Садківська сільська рада        | с. Садки           | с. Садки с. Антонівка с. Західне с. Лозове                                     |           |                 |                         |                     |
| 17 | Світлівська сільська рада       | с. Світле          | с. Світле с. Джемільне с. Єгорівка                                             |           |                 |                         |                     |
| 18 | Титарівська сільська рада       | с. Титарівка       | с. Титарівка с. Новоселівка                                                    |           |                 |                         |                     |
| 19 | Хворостянівська сільська рада   | с. Хворостянівка   | с. Хворостянівка с. Кам'янка с. Лозовівка                                      |           |                 |                         |                     |
| 20 | Чмирівська сільська рада        | с. Чмирівка        | с. Чмирівка с. Запорізьке с-ще Степове                                         |           |                 |                         |                     |
| 21 | Шпотинська сільська рада        | с. Шпотине         | с. Шпотине с. Сенькове с. Тецьке                                               |           |                 |                         |                     |
| 22 | Шульгинська сільська рада       | с. Шульгинка       | с. Шульгинка с. Омелькове                                                      |           |                 |                         |                     |

* Примітки: м. — місто, смт — селище міського типу, с. — село, с-ще — селище